# Vyšný Kazimír
Vyšný Kazimír (in ungherese Felsőkázmér) è un comune della Slovacchia facente parte del distretto di Vranov nad Topľou, nella regione di Prešov.